# Single z odzysku
Single z odzysku (ang. Unhitched, 2008) – sześcioodcinkowy serial komediowy produkcji amerykańskiej, który swoją światową premierę miał 2 marca 2008 roku na antenie Fox, zaś w Polsce premiera odbyła się 14 sierpnia 2008 roku w Canal+.

## Opis fabuły
Czwórka przyjaciół w wieku trzydziestu kilku lat zostaje ponownie singlami. Jack (Craig Bierko) jest miłym, normalnym facetem, odnoszącym zawodowe sukcesy finansistą. Pomimo iż kocha swoją żonę i zapewnia jej luksusowe życie, zostaje przez nią zdradzony i porzucony. Freddy (Shaun Majumder), utalentowany chirurg, jest rozwiedziony. Tommy (Johnny Sneed) ma za sobą już trzy rozstania w sądzie i nie wyklucza kolejnego, natomiast Kate (Rashida Jones) – ich przyjaciółka i prawniczka, która przeprowadziła wszystkie ich rozwody – zostaje porzucona przez długoletniego narzeczonego. Cała czwórka próbuje zakochać się na nowo, tyle że nie jest to łatwe, kiedy nie ma się już nastu lat, za sobą bagaż doświadczeń, a do tego wszyscy potencjalni kandydaci są albo z odzysku, albo w związku, albo ukrywają nieciekawe sekrety.

## Obsada
- Craig Bierko jako Jack "Gator" Gately
- Shaun Majumder jako doktor Freddy Saghal
- Johnny Sneed jako Tommy Leegan
- Rashida Jones jako Kate Frankola